# Andrej Šupka
Andrej Šupka (Trenčín, 22 gennaio 1977) è un ex calciatore slovacco, di ruolo difensore.

## Carriera

### Nazionale
Nel 2000 ha partecipato, insieme alla selezione slovacca, ai Giochi della XXVII Olimpiade di Sydney.